# Quỹ đạo Trái Đất
Quỹ đạo Trái Đất là vùng quỹ đạo mà bất kỳ vật thể nào quay quanh Trái Đất theo quỹ đạo ổn định như Mặt trăng hoặc các vệ tinh nhân tạo. Năm 1997, NASA ước tính có khoảng 2.465 vệ tinh nhân tạo quay quanh Trái Đất và 6.216 mảnh vụn vũ trụ theo dõi bởi Trung tâm vũ trụ Goddard. Hơn 16.291 vật thể được phóng trước đó đã tan vỡ/phân rã vào bầu khí quyển của Trái Đất.
Một tàu vũ trụ đi vào quỹ đạo khi tồn tại gia tốc hướng tâm phù hợp do lực hấp dẫn nhỏ hơn hoặc bằng gia tốc lực ly tâm do thành phần nằm ngang của vận tốc của nó. Đối với quỹ đạo Trái Đất tầm thấp, vận tốc này là khoảng 7.800 m/s (28.100 km/h; 17.400 mph); để so sánh, tốc độ máy bay có người lái nhanh nhất từng đạt được (không bao gồm tốc độ đạt được khi đáp tàu vũ trụ) là 2.200 m/s (7.900 km/h; 4.900 mph) vào năm 1967 bởi X-15 Bắc Mỹ. Năng lượng cần thiết để đạt vận tốc quỹ đạo Trái Đất ở độ cao 600 km (370 mi) khoảng 36 MJ/kg, gấp sáu lần năng lượng cần thiết chỉ để phóng lên độ cao tương ứng.
Tàu vũ trụ với một củng điểm gần nhất dưới 2.000 km (1.200 mi) có thể bị kéo từ bầu khí quyển của Trái Đất, làm giảm độ cao quỹ đạo. Tốc độ phân rã quỹ đạo phụ thuộc vào diện tích và khối lượng mặt cắt của vệ tinh, cũng như sự thay đổi mật độ không khí của bầu khí quyển phía trên. Dưới khoảng 300 km (190 mi), sự phân rã trở nên nhanh hơn với thời gian tồn tại được đo bằng ngày. Khi một vệ tinh rơi xuống đến độ cao 180 km (110 mi), nó chỉ có vài giờ trước khi nó bốc hơi trong khí quyển. Các vận tốc thoát cần thiết để kéo miễn trường hấp dẫn của Trái Đất hoàn toàn và di chuyển vào không gian liên hành tinh là khoảng 11.200 m/s (40.300 km/h; 25.100 mph).